# Nemonyx
Nemonyx – rodzaj chrząszczy z nadrodziny ryjkowców i rodziny ryjoszowatych (Nemonychidae).

## Morfologia
Chrząszcze o ciele długości od 3,5 do 6 mm, delikatnie owłosionym. Głowę mają zaopatrzoną w krótki, niewiele dłuższy niż szeroki ryjek, tęgiej budowy czułki oraz duże oczy. Wierzchem żuwaczek biegnie podłużny rowek. Bruzda czułkowa na ryjku jest owalna i prawie dorównuje mu szerokością. Rozmiary tarczki są duże. Kształt pokryw jest duży, ku tyłowi się zwężający. Klinowaty wyrostek przedpiersia przylega do bioder odnóży pierwszej pary i niemalże dorównuje im wysokością. Panewki bioder środkowej pary odnóży otwierają się po bokach ku pleurytom. Pierwszy z widocznych sternitów odwłoka (I wentryt) jest przy panewkach bioder tylnych odnóży nieobrzeżony, zaś piąty z nich ma u samic parę oszczecinionych dołeczków po bokach. Odnóża są stosunkowo smukłe, o prostych goleniach, pierwszym członie stóp tak długim jak ostatni oraz pazurkach zaopatrzonych w wyraźnie widoczne ząbki. Drugi człon stóp nie obejmuje nasady członu trzeciego, a wcięcie na między płatkami tegoż z kolei człony nie sięga szczytu członu drugiego.
Larwy tych chrząszczy mają w pełni rozwinięte odnóża, zbudowane z trzech lub czterech członów i zakończone pazurkami. Ich narządy gębowe charakteryzują się brakiem zesklerotyzowanego dźwigacza (palpifera) głaszczka szczękowego, oszczecinionym płatkiem stawowym szczęk oraz obecnością dwóch ustawionych podłużnie par szczecin pośrodkowych nadgębia.

## Taksonomia i występowanie
Rodzaj ten jest jedynym z monotypowych podrodziny Nemonychinae i plemienia Nemonychini. Dzieli się on na dwie grupy gatunków obejmujące po dwa gatunki każda:
- grupa gatunków N. lepturoides
  - Nemonyx lepturoides (Fabricius, 1801)
  - Nemonyx scutellatus Abeille de Perrin, 1901
- grupa gatunków N. canescens
  - Nemonyx canescens Solsky, 1881
  - Nemonyx semirufus Pic, 1898

N. lepturoides zamieszkuje zachodnią Palearktykę, w tym Polskę, N. caescens rozsiedlony jest w Azji Środkowej, a dwa pozostałe gatunki w Afryce Północnej.